# شن‌های کوروبه
شن‌های کوروبه (انگلیسی: The Sands of Kurobe) یک فیلم درام (فیلم و تلویزیون) ژاپنی محصول ۱۹۶۸ به کارگردانی کی کومای است.